# John Maurice Scott
John Maurice Scott (1948 - 1 de julio de 2001) fue el director general de la Cruz Roja de Fiyi y recibió un premio de la Cruz Roja por su papel en la crisis de los rehenes durante el golpe de Estado de Fiyi de 2000. Fue asesinado en 2021 junto a su pareja en un ataque homófobo.

## Biografía
Scott nació en Suva, y se educó en Fiyi y Nueva Zelanda. Ocupó varios cargos públicos destacados para varios consejos y programas nacionales, regionales e internacionales. Era un fiyiano europeo de cuarta generación y su padre, Sir Maurice Scott, fue el primer presidente europeo en el Parlamento de Fiyi. 
Scott se unió a la Cruz Roja en 1994 y desempeñó un papel clave de mediación después de que George Speight capturase el parlamento el 19 de mayo de 2000 y tomara como rehenes al primer ministro Mahendra Chaudhry y a su gobierno durante 56 días. Scott fue inicialmente el único forastero al que se le permitió ver a los rehenes y finalmente supervisó su liberación.  Se negó a testificar en el juicio de Speight porque no quería comprometer la neutralidad de la Cruz Roja. 
Scott participó en el intento de restaurar la derrocada constitución de Fiyi de 1997 y estuvo entre los miembros de la comunidad gay que presentaron propuestas para mantener la constitución porque protegía los derechos LGBT.
Scott fue asesinado el 1 de julio de 2001 en Suva junto con su pareja, Gregory Scrivener, en un aparente ataque homofóbico con un posible motivo político. 
La historia de Scott se convirtió en el tema de un documental de Nueva Zelanda, An Island Calling,  que está basado en el libro Deep Beyond The Reef, escrito por su hermano Owen Scott.